# 格拉姆湖 (西北梅克倫堡縣)
53°47′42″N 11°42′18″E / 53.795°N 11.705°E
格拉姆湖（德語：Glammsee），是德國的湖泊，位於該國東北部，由梅克倫堡-前波美拉尼亞州負責管轄，處於西北梅克倫堡縣，距離維斯馬23公里，面積0.66平方公里，海拔高度18米，最大水深17.6米。